# Rachid Aliche
 (septembre 2014).
Si vous disposez d'ouvrages ou d'articles de référence ou si vous connaissez des sites web de qualité traitant du thème abordé ici, merci de compléter l'article en donnant les références utiles à sa vérifiabilité et en les liant à la section « Notes et références ».
 (septembre 2014).
Améliorez-le ou discutez des points à vérifier. 
Pour les articles homonymes, voir Alliche.
Rachid Aliche (en kabyle : Ṛacid Alic - en tifinagh : ⵕⴰⵛⵉⴷ ⴰⵍⵉⵛ ) était un écrivain de langue berbère, kabyle d'expression, romancier, né en 1953 à Taguemount Azouz (Aït Mahmoud) en Haute Kabylie. Rachid Aliche a produit aussi des émissions pour enfants et de cours de langue berbère à la Chaîne 2 (chaîne officielle de la radiodiffusion algérienne). 

## Œuvres
Il a publié deux romans Asfel (1981) et Faffa (1986). Son apport à la littérature kabyle contemporaine est quasi révolutionnaire. Asfel, son premier roman, traduit le passage à une culture de l'écrit et apporte un nouveau souffle au niveau de la forme notamment. Son apport à la littérature écrite kabyle moderne est fort significatif. « C'était un grand homme doublé d'un écrivain magnifique » disent certains[Qui ?], ainsi qu'en atteste son hommage funèbre. Il était diplômé en physique-chimie mais a préféré défendre sa langue, le patrimoine de son village et de toute la Kabylie. 
Il est mort à Alger le 18 mars 2008.